# AVN Awards
AVN Awards — кинонаграды американского журнала AVN (Adult Video News), вручаемые за достижения в создании порнофильмов.

## «Порно-Оскар»
Журнал AVN впервые организовал церемонию AVN Awards в феврале 1984 года. Теперь мероприятие проходит в начале января в Лас-Вегасе, в рамках ежегодной выставки AVN Adult Entertainment Expo, также осуществляемой AVN.
Чтобы стать номинантом AVN Awards, релиз фильма должен состояться в период между 1 октября — за два года до церемонии — до 30 сентября года, предшествующего церемонии, а также он должен продаваться как минимум в 10 точках оптовой или 100 точках розничной продажи к 30 сентября предшествующего церемонии года.
Всего существует около сотни номинаций, часть из которых является чисто специфической для жанра порно, а другая часть, точно та же, что и других кинонаград, — «лучшая операторская работа», «лучшая звукорежиссёрская работа», etc. Премию AVN Awards неофициально называют «Оскаром» для порнофильмов.
Награды гей-порнофильмов были частью AVN Awards с 1986 по 1998 год. Но постоянно увеличивающееся количество номинаций в этом жанре привело к созданию в 1999 году GayVN Awards, отдельной ежегодной церемонии кинонаград в области создания гей-порнофильмов.

## Номинации
- Best Film (Лучший фильм)

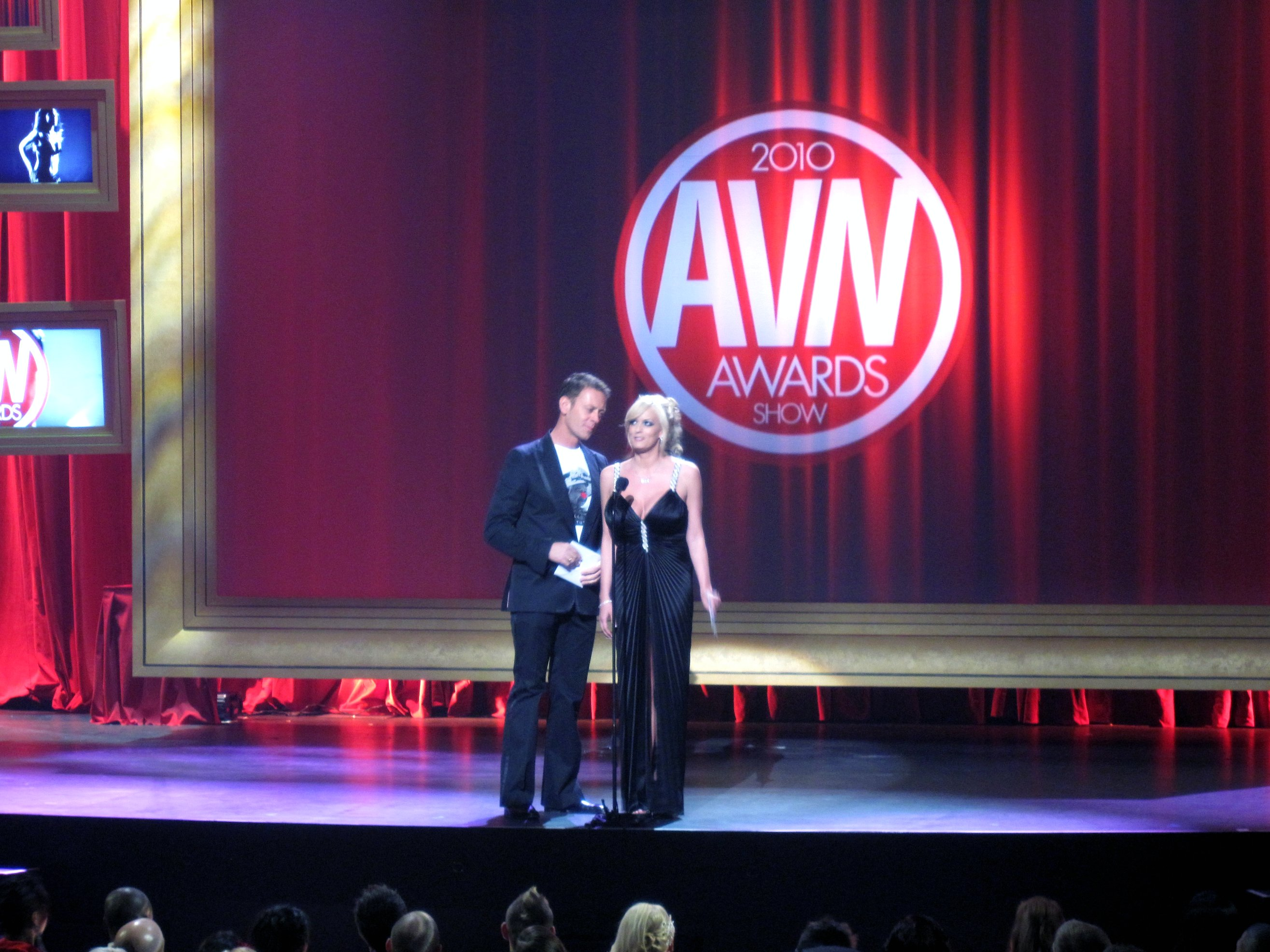
Рокко Сиффреди и Сторми Дэниэлс на сцене AVN Awards, 2010 год

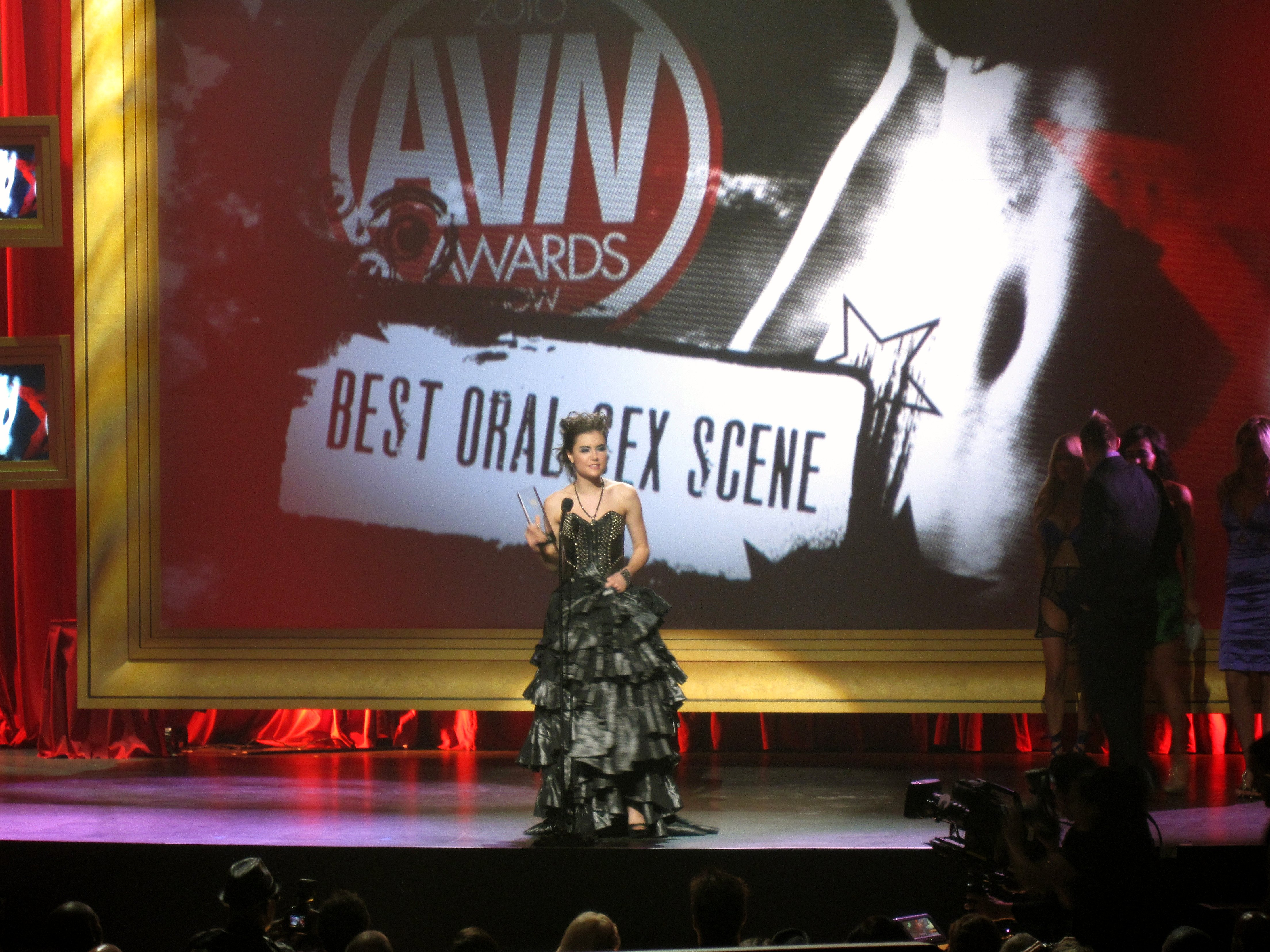
Награждение Саши Грей по одной из порнономинаций

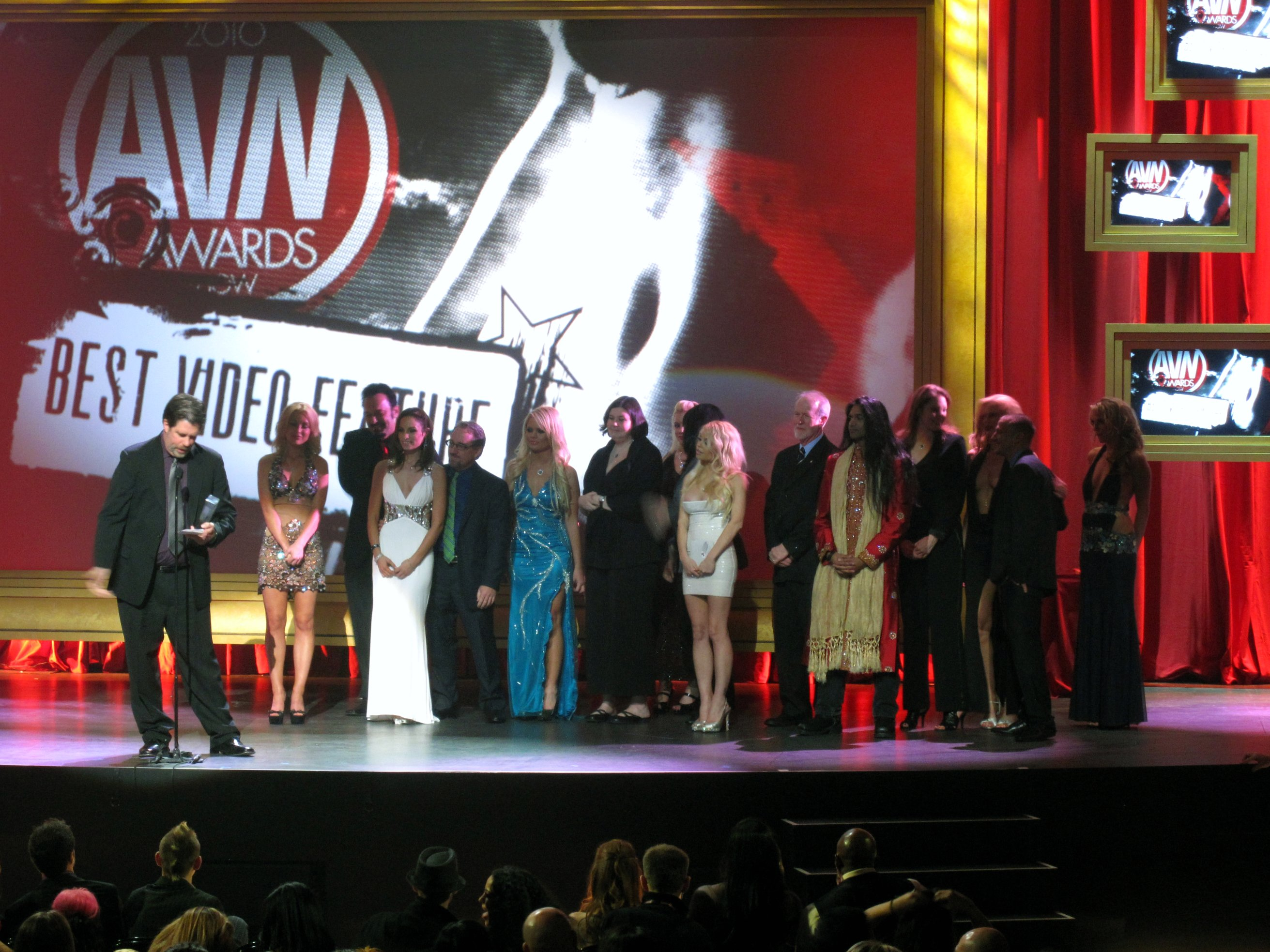
Награждение по типичной кинономинации «Лучшие видеоэффекты»

- Best Gonzo Release (Лучший гонзо-фильм)
- Best Gonzo Series (Лучший гонзо-сериал)
- Best Sex Comedy (Лучшая порнокомедия)
- Best Vignette Release (Лучший короткометражный фильм)
- Best Vignette Series (Лучший короткометражный сериал)
- Best All-Sex Release (Лучший фильм, состоящий только из порносцен)
- Best Continuing Video Series (Лучший сериал)
- Best High-Definition Production (Лучший фильм в высоком разрешении)
- Best Interactive DVD (Лучший интерактивный DVD)
- Best Classic DVD (Лучший классический DVD)
- Best Foreign Feature (Лучший иностранный фильм)
- Best Foreign All-Sex Release (Лучший иностранный фильм, состоящий только из порносцен)
- Best Foreign All-Sex Series (Лучший иностранный сериал, состоящий только из порносцен)
- Best Anal-Themed Feature (Лучший фильм категории «Анальное порно»)
- Best Anal-Themed Series (Лучший сериал категории «Анальное порно»)
- Best All-Girl Feature (Лучший лесбийский фильм)
- Best All-Girl Series (Лучший лесбийский сериал)
- Best Ethnic-Themed Release — Asian (Лучшее этно-порно — Азиаты)
- Best Ethnic-Themed Release — Black (Лучшее этно-порно — Афроамериканцы)
- Best Ethnic-Themed Release — Latin (Лучшее этно-порно — Латиноамериканцы)
- Best Interracial Release (Лучшее межрасовое порно)
- Best Ethnic-Themed Series (Лучшее этно-порно)
- Best P.O.V.[англ.] Release (Лучшее порно от первого лица, от англ. Point of View )
- Best Oral-Themed Feature (Лучший фильм категории «Оральное порно»)
- Best Oral-Themed Series (Лучший сериал категории «Оральное порно»)
- Best Amateur Release (Лучший любительский фильм)
- Best Amateur Series (Лучший любительский сериал)
- Best Pro-Am Release (Лучший полупрофессиональный фильм)
- Best Pro-Am Series (Лучший полупрофессиональный сериал)
- Best Alternative Release (Лучший альтернативный фильм)
- Best Bi-Sexual Video (Лучшее бисексуальное порно)
- Best Gay Video (Лучшее гей-порно)
- Best Gay Alternative Video (Лучшее альтернативное гей-порно)
- Best Gay Solo Video (Лучшее одиночное гей-порно)

### Исполнительские номинации
- Best New Starlet (Лучшая новая старлетка)
- Best Male Newcomer (Лучший мужской дебют)
- Female Performer of the Year (Актриса года)
- Male Performer of the Year (Актёр года)
- Female Foreign Performer of the Year (Зарубежная актриса года)
- Male Foreign Performer of the Year (Зарубежный актёр года)
- Transsexual Performer of the Year (Транссексуальный актёр года)
- Performer of the Year-Gay Video (Актёр года — Гей-порно)
- Newcomer of the Year-Gay Video (Дебют года — Гей-порно)
- Best Actress—Film (Лучшая актриса — фильм)
- Best Actress—Video (Лучшая актриса — видео)
- Best Actor—Film (Лучший актёр — фильм)
- Best Actor—Video (Лучший актёр — видео)
- Best Supporting Actress—Film (Лучшая актриса второго плана — фильм)
- Best Supporting Actress—Video (Лучшая актриса второго плана — видео)
- Best Supporting Actor—Film (Лучший актёр второго плана — фильм)
- Best Supporting Actor—Video (Лучший актёр второго плана — видео)
- Best Non-Sex Performance (Лучший не-порноактёр)
- Best Tease Performance (Лучшая сцена стриптиза)
- Best Actor—Gay Video (Лучший актёр — Гей-порно)
- Best Supporting Actor—Gay Video (Лучший актёр второго плана — Гей-порно)
- Best Non-Sex Performance—Bi-Sexual/Gay Video (Лучший не-порноактёр — Бисексуальное/гей-порно)

### Режиссёрские номинации

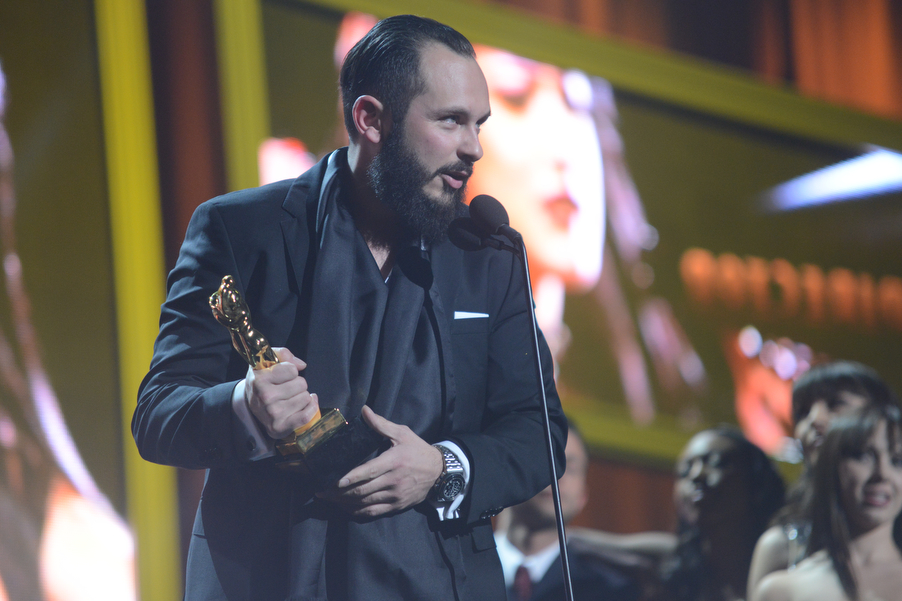
Грег Лански, трижды лауреат премии в категории «Режиссёр года», на 34-й церемонии AVN Awards в 2016 году

- Best Director — Film (Лучший режиссёр — фильм)
- Best Director—Video (Лучший режиссёр — видео)
- Best Director—Non-Feature (Лучший режиссёр — короткометражный фильм)
- Best Director—Foreign Release (Лучший режиссёр — иностранный фильм)
- Best Director—Gay Video (Лучший режиссёр — Гей-порно)
- Best Director—Bi-Sexual Video (Лучший режиссёр — бисексуальное порно)

### Номинации отдельных сцен
- Best All-Girl Sex Scene—Film (Лучшее лесбийское порно — фильм)
- Best All-Girl Sex Scene—Video (Лучшее лесбийское порно — видео)
- Best Anal Sex Scene (Лучшая анальная сцена)
- Best Oral Sex Scene—Film (Лучшая оральная сцена — фильм)
- Best Oral Sex Scene—Video (Лучшая оральная сцена — видео)
- Best Couples Sex Scene—Film (Лучшая парная сцена — фильм)
- Best Couples Sex Scene—Video (Лучшая парная сцена — видео)
- Best Group Sex Scene—Film (Лучшая групповая сцена — фильм)
- Best Group Sex Scene—Video (Лучшая групповая сцена — видео)
- Best Threeway Sex Scene—Video (Лучшая сцена триолизма)
- Best Sex Scene in a Foreign-Shot Production (Лучшая сцена с зарубежными актёрами)
- Best Solo Sex Scene (Лучшая сцена мастурбации)
- Most Outrageous Sex Scene (самая «жёсткая» сцена)
- Best Sex Scene—Gay Video (Лучшая сцена — (Гей-порно)

### Профессиональные номинации
- Best Screenplay—Film (Лучший сценарий — фильм)
- Best Screenplay—Video (Лучший сценарий — видео)
- Best Art Direction—Film (Лучшая художественная постановка — фильм)
- Best Art Direction—Video (Лучшая художественная постановка — видео)
- Best Cinematography (Лучшая съёмка)
- Best Videography (Лучшая видеография)
- Best Editing—Film (Лучшее редактирование — фильм)
- Best Editing—Video (Лучшее редактирование — видео)
- Best Special Effects (Лучшие спецэффекты)
- Best Music (Лучшая музыка)
- Best DVD Extras (Лучшее дополнение к DVD)
- Best DVD Menus (Лучшее меню DVD)
- Best Screenplay—Gay Video (Лучший сценарий — Гей-порно)
- Best Videography—Gay Video (Лучшая видеография — Гей-порно)
- Best Editing—Gay Video (Лучшее редактирование — Гей-порно)
- Best Music Score—Gay Video (Лучшая музыка — Гей-порно)

### Специальные номинации
- Best Specialty Release—Big Bust (Лучшая грудь)
- Best Specialty Release—BDSM (Лучшее БДСМ-видео)
- Best Specialty Release—Spanking (Лучшее «шлёпание»)
- Best Specialty Release—Foot Fetish (Лучшее фут-фетиш-порно)
- Best Specialty Release—Other Genre (Лучший фильм — другие жанры)
- Best Transsexual Release (Лучшее транс-сексуальное порно)
- Best Gay Specialty Release (Специальная Гей-номинация)

### Особые награды
- Best Renting Title of the Year (Лидер года по прокату)
- Best Selling Title of the Year (Лидер продаж)
- Hall of Fame (Зал славы)
- Reuben Sturman Award (Награда Рубена Стермана)

## Медиафайлы
- Медиафайлы по теме AVN Awards на Викискладе